# 安康公主 (唐穆宗)
安康公主（?—?），唐朝公主，是中国唐朝第十二代皇帝唐穆宗李恒的八个女儿之一。她的生母不详，史书记载了她的封号安康公主，安康公主出家为女道士。
据史书记载在唐僖宗乾符四年（877年），唐僖宗命她与侄女唐敬宗女永兴公主、天长公主、宁国公主、唐文宗女兴唐公主回到南内居住。